# Eugène Primard

Eugène Primard est né à Paris le 3 novembre 1895 et mort le 7 septembre 1982 à Arpajon (Essonne). Il est une personnalité de la mouvance catholique personnaliste de l’entre-deux-guerres.

## Biographie
Eugène Primard était diplômé du seul certificat d’études quand il s'est engagé volontairement au début de la première guerre mondiale, le 07/09/1914, dans le 95ème RI. À sa sortie de l’école des EOR, son régiment fut envoyé en mission aux États-Unis. Après la guerre il sera nommé sous-lieutenant et décoré de la Croix de guerre avec étoile d'argent. Ensuite il passe son baccalauréat, et fait des études de droit qui lui permettent de devenir avocat à la cour d’appel de Paris, mais il ne plaidera pas. Il prépare l’Inspection des finances, mais n’exercera pas . Il a été administrateur de diverses sociétés  tout en fréquentant certains cercles catholiques proches de l'abbé Jean Plaquevent. Il a également exercé dans le secteur bancaire, notamment.
En 1924, Eugène Primard participa à la création dans le XIe arrondissement d'un « Centre d’action sociale », sorte de lieu d’écoute qui sera dupliqué dans d’autres arrondissements, et quelques années plus tard, les animateurs de ces Centres d’action sociales se regroupèrent dans la « Société de Saint-Louis ». Ils s’appelaient entre eux « les gens de Saint-Louis ».
Les Gens de Saint-Louis visaient un idéal de vie chrétienne haut placé. Un ensemble de règles imposait aux chevaliers et dames de Saint Louis de consacrer « leur vie à la quête solennelle d'une recherche de la perfection chrétienne dans le mariage ». Les prétendants devaient avoir reçu les sacrements de l’Église, être de nationalité française et avoir satisfait à un examen écrit concernant le dogme, la morale, la liturgie, la spiritualité, l’histoire de l’Église et de la France, et les bases de l’économie sociale. Une période de sept années de probation était prévue avant un engagement solennel devant l’évêque .
A propos de la Société de Saint Louis, Plaquevent écrira en 1928   :

« Si Primard se livre à la Grâce assez pour devenir un saint, il peut, avec la Société de Saint Louis sauver la France politiquement, moralement, socialement »

Eugène Primard laissa peu d’écrits si ce n’est dans le bulletin confidentiel qu’il avait créé ‘’Où va la France ?’’. On retrouve néanmoins quelques idées fortes de sa pensée dans la préface qu’il écrivit en 1934 pour l’essai d’Étienne Gilson "Pour un ordre catholique". En voici quelques extraits :

« Combien sommes-nous ? Nous n’en savons rien. Déjà un certain nombre, et qui, à en juger par tant de lettres échangées, d’entretiens, de rencontres en ces dernières années, va chaque jour croissant. Mais qu’importe le nombre. Nous existons, et notre seule volonté de vivre notre foi nous unit d’un élan commun… »

« ...Déplorer indéfiniment ce qui est, proclamer indéfiniment ce qui devrait être, sont également insuffisants. Il faut se demander ce qui peut être réalisé aujourd'hui même et se mettre à l’œuvre »

Ainsi que dans le rapport présenté à Paris au Congrès annuel de la Société de Saint-Louis, le dimanche 30 septembre 1934 : 
"Pour un catholique, le « spirituel » c’est d’abord le domaine des relations inti�mes et publiques avec un Dieu personnel et incarné, relations mystérieuses, sans doute, etc. guidées et orientées visiblement par l’Église. C’est aussi, dans un sens élargi, tout ce qui, dans l’homme, le spécifie vraiment et porte la marque de cette dilection particulière de Dieu qui l’a établi roi de la création – que l’homme en ait ou non pleinement conscience. […] Le « spirituel » pour nous, dans sa partie la plus haute, est rendu concret par notre appartenance à une société divine et humaine, l’Église, dont le chef invisible est le Christ, et dont le chef visible est le Pape." . E. Primard «Rapport présenté à Paris au Congrès annuel de la Société de Saint-Louis » p. 299.
Lorsque la Grande Dépression déferla sur la France à partir de 1930, beaucoup d’industriels qui finançaient les «Centres d’action sociale » se retirèrent de cette œuvre qui tourna court. C’est alors que naquit l’idée de se regrouper autour d’un projet en dehors du désordre capitaliste, idée qui se concrétisa dans ce qui devint le département de l’Essonne. Une exploitation agricole tombée en friches fut achetée au Rotoir, commune de Boissy-le-Sec et Eugène Primard loua également une propriété "Les Ronces" à Saint-Sulpice-de-Favières pour en faire une maison d’accueil et un lieu d'activités diverses.
En plus de l’exploitation agricole, un certain nombre d’entreprises furent créées à Saint Sulpice et au Rotoir ; une blanchisserie, un atelier de moulage, une biscuiterie, une entreprise de gainage, un atelier de menuiserie, une entreprise de bâtiment . Dans la petite communauté, tous ont un salaire égal. Pour les membres de la communauté, un patron doit avoir le même salaire que ses ouvriers.
Parmi les personnalités ayant fréquenté les Ronces ou le Rotoir, on compte l'abbé Jean Plaquevent et Henri Sjöberg qui ont fondé les Éditions du Seuil en 1935, ainsi que Paul Flamand et Jean Bardet qui en reprendront les rênes en 1937 .
Alexandre Marc qui fonda le mouvement Ordre nouveau en 1930 et participa à la fondation de la revue Esprit en 1932 séjourna au Rotoir quelques années avec son épouse.
Jean Bauchau, frère de l’écrivain belge Henry Bauchau qui avait participé au mouvement des communautés chrétiennes initié par Jacques et Raïssa Maritain rejoint la communauté dès 1934. Il y rencontre sa future épouse et le gapençais Marcel Arnaud qui s’établira ultérieurement dans le Diois,.
Le physicien et pédagogue  Georges Zadounaïssky fréquentera également le Rotoir, mais plus tard, dans les années 1950 
En 1930, Eugène Primard a épousé une jeune employée de banque de 24 ans prénommée Marguerite. Ils eurent 9 enfants entre 1931 et 1944. « Dans notre famille, aucun des neuf enfants n’est allé à l’école … une douzaine de grands, disponibles en partie, convaincus, confiants, osaient partager une partie de leur vie avec une quinzaine de petits, passant de l’éveil aux jeux, de l’étude aux découvertes, de l’apprentissage aux travaux manuels... » écrira le dernier enfant Étienne . A la fin des années 1930, Eugène avait organisé au Rotoir une vie quasi monacale, rythmée par la prière : chaque matin, une messe était célébrée dans la petite chapelle. A midi, une prière commune rassemblait à nouveau la communauté, alors que la prière du soir se partageait en famille.